# Arriva un cavaliere libero e selvaggio
Arriva un cavaliere libero e selvaggio (Comes a Horseman) è un film del 1978, diretto dal regista Alan J. Pakula con James Caan, Jane Fonda e Jason Robards. La fotografia del film è diretta dal celebre Gordon Willis: l'ex stuntman Richard Farnsworth venne nominato all'Oscar al miglior attore non protagonista.

## Trama
Ella Connors, che ha ereditato dal padre una fattoria e terreni da pascolo, rifiuta le proposte di acquisto di Ewing, il tiranno della zona. Avendo la donna venduto parte dei pascoli a due cowboys reduci di guerra, è contro di essi che Ewing manda i suoi sicari. Però Frank, uno dei cowboy, sopravvive e il suo aiuto sarà determinante nella lotta di Ella contro il dispotico e criminale possidente.